# دامنه شبکه
یک دامنه شبکه، گروه‌بندی اداری چندین شبکه خصوصی کامپیوتری یا میزبان‌های محلی درون همان زیرساخت است. دامنه‌ها می‌توانند با استفاده از یک نام دامنه شناسایی شوند؛ دامنه‌هایی که نیاز به دسترسی عمومی از طریق اینترنت دارند، می‌توانند یک نام منحصر به فرد جهانی در سیستم سامانه نام دامنه (DNS) دریافت کنند.
یک کنترل‌کننده دامنه سروری است که ورودها، گروه‌های کاربری و معماری یک دامنه را به صورت خودکار مدیریت می‌کند، به جای اینکه این اطلاعات به صورت دستی در هر میزبان در دامنه کدگذاری شود. معمولاً، اما نه به صورت الزامی، کنترل‌کننده دامنه به عنوان یک سرور DNS عمل می‌کند. به این معنا که نام‌ها را به میزبان‌های شبکه بر اساس آدرس‌های IP آن‌ها اختصاص می‌دهد.

## استفاده
استفاده از اصطلاح دامنه شبکه اولین بار در سال ۱۹۶۵ ظاهر شد و از سال ۱۹۸۵ به بعد افزایش یافت. در ابتدا برای نامگذاری ایستگاه‌های رادیویی بر اساس فرکانس پخش و منطقه جغرافیایی استفاده می‌شد. این اصطلاح به کاربرد فعلی خود توسط نظریه‌پردازان شبکه برای توصیف راه‌حل‌های مشکلات تقسیم یک شبکه محلی همگن و پیوستن به چندین شبکه، که ممکن است از معماری‌های شبکه مختلف تشکیل شده باشند، وارد شد.